# 日俊
日俊（にっしゅん、寛永14年（1637年） - 元禄4年10月29日（1691年12月18日））は、日蓮正宗総本山大石寺第22世法主。

## 略歴
- 寛永14年（1637年）、誕生。
- 寛永17年（1640年）12月21日、母妙祐卒。
- 寛文10年（1670年）9月2日、父照玄庵法壽卒。
- 延宝8年（1680年）、21世日忍より法の付嘱を受け、22世日俊として登座。
- 天和元年（1681年）4月、『法華本門取要抄記』を著す。8月、大聖人400遠忌、日興・日目350遠忌を修す。
- 天和2年（1682年）2月、日俊、法を23世日啓に付嘱す。5月、客殿過去帳を再調。
- 貞享2年（1685年）、大石寺に三師塔（中央大塔）を造立。
- 元禄2年（1689年）3月8日、弁破日要義を著す。3月、大石寺重須本門寺と宗論して出訴。7月5日、重須僧日要大石寺を寺社奉行に訴う。11月16日、重須本門寺より大石寺を寺社奉行に訴う。
- 元禄3年（1690年）2月18日、寺社奉行に返答書を出す。3月27日、大石寺・重須本門寺両寺出訴を取下ぐ。
- 元禄4年（1691年）10月29日、56歳にて死去した。

| 先代 日忍 | 大石寺住職一覧 | 次代 日啓 |